# Negativci u Alanu Fordu
Popis negativaca u talijanskom komičnom stripu Alan Ford.

## Glavni negativci

### Superhik
Superhik, pravim imenom Ezekijel Bluff, siromašni je čistač ulica s posebnom moći: alkoholnim zadahom koji je u stanju svakoga oboriti na pod. Zbog činjenice da bogati ljudi bacaju smeće u kante, a siromašni ne, Superhik stječe naklonost prema njima te počinje krasti od siromašnih i davati bogatima, što je suprotnost engleskom junaku Robinu Hoodu. U kasnijim epizodama počet će krasti od bogatih i davati siromašnima, a na kraju će krasti samo za svoju korist. Zaljubljen je u kriminalku Beppu Joseph, od koje je pobjegao nakon vjenčanja, ali ju je kasnije ponovno pokušao osvojiti. U epizodi "Ralje" upao je u morskog psa iz Hudsona, nakon čega je zavladao šok zbog morskog psa koji govori. U epizodi "Neprijatelj broj 1" počinje živjeti sa siromašnim bračnim parom, Bertom i Bertom, čiji mu rajčica i luk daju snagu za zločinačke pothvate. U epizodi "Stranka pijančevanja" pokušao se baviti politikom, ali neuspješno. U epizodi "Osveta u dimu" napokon nestaje u petoj dimenziji s Morganom. Ponovno se pojavljuje u novim epizodama.
Gumiflex je opasan, uporan i učinkovit neprijatelj Grupe TNT. On je tajanstvena osoba s gumenim licem koja s lakoćom mijenja izgled i identitet. Prvi put se pojavio u epizodi nazvanoj "Gumiflex" (110).

## Povremeni negativci
Beppa Joseph je ženski lik koji je životna ljubav Superhika, ali istovremeno i neprijatelj Grupe TNT. Ističe se po impresivnoj veličini, bradavici na nosu i trodnevnoj bradi.
Profesor Kreutzer je bivši nacistički znanstvenik koji ima opsesiju sendvičima i pivom.
Arsen Lupiga je manje džentlmen, a više lopov. Koristi arsen kako bi omamio bogate dame i potom im ukrao vrijedan nakit koji nose.
Konspirator je čovjek s maskom i veliki neprijatelj Grupe TNT. Pokušava im se osvetiti jer su ga spriječili da ukrade vrijedne stvari od ubijene udovice Norton(broj 65). Konspirator umire nakon što pobjegne u zagađeno područje, ali se vraća u životu u epizodi "Nevjerojatan povratak" (broj 164), kada područje prestane biti zagađeno.
Margot je superšpijunka inspirirana likom Modesty Blaise i najdugovječniji neprijatelj Grupe TNT. Susreću se s njom od samih početaka. Radi za onoga tko više plaća i uspješno zavodi sve članove grupe.
Tromb je debeli čovječuljak koji želi uništiti planet Zemlju. Nos i uši su mu prekriveni globusima koje raznosi eksplozivima kako bi zadovoljio svoju želju za uništavanjem. Nakon što se vjerovalo da je Konspirator umro, postaje vođa Trija Fantastikus.
George Duls je multimilijarder koji je opsjednut čistačicom Miss Boa, koja voli kršitelje zakona. Pojavljuje se kao negativac u 36. broju, kada postaje Centurion.
Maharadža Blic je nesretni činovnik koji odlučuje opljačkati banku u kojoj radi. Kako bi preuzeo zasluge za krađu, šalje novinama svoju sliku sa svojim električnim slonom i naziva se Maharadža Blic. Pojava njegove slike u novinama zbunjuje Broja 1 jer nema nikakve zapise o njemu u svojoj crnoj knjižici.
Trio Fantastikus je neobična grupa pljačkaša koju čine Konspirator, Dr. Alsar i Stampel. Nakon smrti Konspiratora, Tromb postaje vođa grupe.
Baby Kate je šefica bande duhova i gangstera iz 30-ih godina 20. stoljeća. Nesretno je zaljubljena u Alana Forda.
Veliki Cezar je nekada bio desna ruka Broja Jedan i voditelj poslovnice u L.A. Kasnije postaje negativac kada izda Broja 1, što ga čini metom osvete i progonom Grupe TNT. Često se pojavljuje kao savjetnik u kombinaciji s drugim negativcima. Okružen je gorilom Theodorom, panterom Betty i psom Teddyjem. Za njega rade Bobova braća Tim, Tom i Tumb, te izumitelj Lamp.
Barun Vurdalak je vođa grupe vampira iz Transilvanije. Slučajno se upliće u poslove Grupe TNT napadajući ih zbog želje za pijenjem ljudske krvi.
Melisa je pseudonim pčelara Joea Pullovera. Frustiran širenjem grada i teškim životom na selu, počinje se baviti pljačkama koristeći dresirane pčele, a kasnije se upušta u ucjene koristeći komarce.
Kronos je digitalna kopija koju je stvorio Lampov brat blizanac. Njegov cilj je zamijeniti Zemljinu populaciju digitalnim kopijama ljudi.
Katodik je popravljač televizora koji slučajno otkriva petu dimenziju i koristi je za pljačke putem TV aparata.
Ljeponoga Betty je kriminalka koja zavođenjem muškaraca krade njihovo bogatstvo. Njeni poslovi često su povezani s Grupe TNT zbog veze njene bake s Brojem 1.
Supersirko je kriminalac kojemu je droga upala u juhu i dala mu moć letenja. Čuva otok koji je bombardiran bombama koje su izmijenile njegove gene i dale mu nadljudsku snagu. Kada izgovori "Na vrh brda vrba mrda", pretvara se u nabildanu verziju Supersirka.
Anten-man je parodija na Silvija Berlusconija. On je kriminalac koji može koristeći TV antene putovati bilo gdje.
Novi Anten-man je radnik Telezmije koji u uredu pravog Anten-mana, Vipere, pronalazi kostime Anten-mana. Želi se osvetiti Viperi.
Profesor Krupp je bivši nacistički znanstvenik koji s profesorom Kreutzerom želi osnovati Četvrto Carstvo.
12 umjetnika su kriminalci violinisti. Dirigent je na čelu njihove bande.